# Parlo di te
Parlo di te è il singolo di debutto del cantante pop italiano Pago, pubblicato nel maggio del 2005 dall'etichetta discografica Warner Music Italy.

## Descrizione
La canzone ha riscosso particolare successo durante l'estate di quell'anno, diventando un tormentone grazie all'impiego del brano, scritto e prodotto da Flavio Ibba, come colonna sonora dello spot televisivo della Citroën C3.
Con questo brano il cantante ha debuttato sulle scene musicali italiane partecipando al Festivalbar 2005 e riscuotendo un discreto successo in classifica, raggiungendo la decima posizione.
Il brano è stato inserito nell'album di debutto del cantante, Pacifico Settembre, intitolato come il vero nome del cantante e pubblicato nella primavera del 2006 in seguito alla vittoria del cantante nel reality show Music Farm.
Il brano è una dedica all'allora moglie del cantante Miriana Trevisan. 

## Tracce
1. Parlo di te – 4:12
2. Lontano – 3:52

## Classifiche
| Paese  | Posizione massima |
| ------ | ----------------- |
| Italia | 10                |